# Ana María Aguirre
Ana María Aguirre es una actriz mexicana, nacida en el Estado de Tabasco.

## Carrera
Ana María Aguirre comenzó su carrera como actriz en la película Muchachas que trabajan (1961), le seguirían películas como Jóvenes y bellas (1962), Ahí vienen los Argumedo (1962) y Los astronautas (1964). 
Posteriormente actuaría en telenovelas como Abandonada (1985), Pobre juventud (1986), Pobre señorita Limantour (1987),  Quinceañera (1987), Amor en silencio (1988),  Carrusel (1989), Amor de nadie (1990), Muchachitas (1991), Carrusel de las Américas (1992), Retrato de familia (1995),  Marisol (1996),  Tú y yo (1996), El privilegio de amar (1998),  Rosalinda (1999), Mi destino eres tú (2000), Salomé (2001).
También actuó en series de televisión como Papá soltero y Mujer, casos de la vida real.

## Filmografía

### Telenovelas
- Salomé (2001-2002) .... Malvis
- Mi destino eres tú (2000) .... Teresa 'Tere' Del Alba de Legorreta
- Rosalinda (1999) .... Enriqueta de Navarrete
- El privilegio de amar (1998-1999) .... Sor Regina
- Tú y yo (1996-1997) .... Virginia de Vásquez
- Marisol (1996) .... Rebeca
- Retrato de familia (1995-1996) .... Nora Ruffo de Corona
- Carrusel de las Américas (1992)
- Muchachitas (1991-1992) .... Constanza de Villaseñor
- Amor de nadie (1990-1991) .... Lila
- Carrusel (1989)
- Dulce desafío (1988-1989) .... Elisa Robles de Centeno
- Amor en silencio (1988) .... Psiquiatra de Mercedes
- Quinceañera (1987-1988) .... Cristina
- Rosa salvaje (1987) .... Ama de llaves
- Pobre señorita Limantour (1987)
- Pobre juventud (1986-1987) .... Marina
- Abandonada (1985) .... Mariana

### Películas
- Los astronautas (1964)
- Ahí vienen los Argumedo (1962)
- Jóvenes y bellas (1962)
- Muchachas que trabajan (1961)

### Series de televisión
- Mujer, casos de la vida real (7 episodios: 2002-2003)
- Papá soltero (1 episodio: "Entre dos amores", 1992)